# Борщівник Сосновського

Борщівни́к Сосно́вського (Heracleum sosnowskyi Manden.) — отруйна багаторічна рослина родини окружкових (Apiaceae), у дикому вигляді поширена на Кавказі. Відноситься до інтродукованих в Україну, вважається карантинною рослиною, трапляється майже по всій території — на луках, по берегах річок, уздовж доріг, у лісосмугах. Борщівник Сосновського (H. sosnowskyi Manden.), нарівні з борщівником Мантегацці (H. mantegazzianum Manden.) та борщівником перським (H. persicum Manden.) є активними інвазивними видами в Європі та Україні, проти яких розгорнули боротьбу.

## Назва
Уперше вид описала дослідниця флори Кавказу, грузинська ботанік і систематик Іда Манденова. Рослину вона назвала на честь радянського систематика Дмитра Івановича Сосновського в 1944 році. Назву «борщівник» утворено від народних звичаїв брати стебла та листя їстівних видів борщівників (наприклад, очищений від шкірки сибірський борщівник) у борщ та споживання очищених стебел у сирому вигляді. З огляду на зовнішню схожість усіх представників родини вони отримали спільну назву. Наразі як їжу для людини потенційно їстівних борщівників майже не використовують з причини схожості з токсичними видами борщівників (напр. Сосновського, Мантегацці та ін.) та утворення великої кількості проміжних схрещених гібридів, які мають різні рівні отруйності та схожості.

## Опис
Борщівник Сосновського — реліктова та добре пристосована до виживання, але чужа для України рослина, що походить із Кавказу, де місцеві жителі використовували для овочевих супів та борщів молоде листя до появи квітконоса, звідки його назва.
Містить фотоактивні сполуки, небезпечні для шкіри людини при сонячному опроміненні. У молодому листі ці речовини можуть розкладатися при термічній обробці.
Рослина в перші роки не вибиває пагона, росте в вигляді листя в кущі та збільшує кореневище, на 2—3 рік з'являється трубчатий пагін із декількома суцвіттями. Перецвівши, рослина гине. Скошена рослина, яка не відцвіла, дає пагін на наступний рік, і може жити та повторювати вибивання пагону протягом багатьох років допоки не відцвіте. Якщо стовбур перебитий, за умови теплої погоди квітне повторно через 1—2 тижні, на вцілілих пагонах в прилистових розетках розвиваються квіти, причому інколи в більшій кількості. Нові квіти можуть зростати навіть майже біля землі, тому скошування є малоефективним.
Зростає до 3—5 метрів в висоту, товщина стебла — до 10 сантиметрів. Основними місцями його поширення є потічки, береги річок, узбіччя доріг, деградовані пасовища і покинуті поля. Насіння борщівника Сосновського дозріває навіть тоді, коли стовбур рослини зрізано. Насіння розсівається в діаметрі 5—6 метрів навколо рослини, проте сухостій з насінням переносить зимові хуртовини, знаходячись над сніговим покривом, сприяючи рознесенню насіння на великі відстані. Насіння зберігає здатність до проростання протягом декількох років. Є медоносом, проте активно витісняє в своїх заростях всі квіткові культури, із врожайністю до 300кг/га, мед має темний колір та виражену спазмолітичну та заспокійливу дію.

## Культивування за часів СРСР
Наприкінці 1940-х радянський селекціонер П. П. Вавілов (не плутати з М. І. Вавіловим) з Інституту біології Комі АРСР переконав керівництво Всесоюзної академії сільськогосподарських наук імені Леніна (ВАСГНІЛ) в тому, що відновити зруйноване війною сільське господарство допоможе борщівник Сосновського — джерело дешевого і ефективного силосу для корму худоби, за чим захистив свою докторську дисертацію, як наслідок керівництво СРСР запровадило вирощування борщівника Сосновського як ще однієї силосної культури, ігноруючи наукові перестороги.
Досвід щодо вирощування було перейнято з республіки Комі, де в суворих північних умовах борщівник був фактично безальтернативним порятунком, даючи ранній силос. Проте, в порівнянні з іншими культурами півдня, силос із борщівника виявилася звичайним за цінністю, дещо стійким до холоду, але корови, поїдаючи його, давали молоко з гірким присмаком, яке ставало непридатним для споживання як людьми, так і тваринами. Використання в вигодовуванні тільки для м'яса було не виправданим, тому запроваджену культуру з часом перестали використовувати. Розростання та визрівання покинутого та акліматизованого борщівника стало тихою катастрофою в колишніх місцях вирощування через визрівання значної кількості насіння і значного його розповсюдження.
На побутовому рівні в Балтійських країнах та в Білорусі рослину також називають «Помста Сталіна», оскільки саме особисто за його розпорядженнями у 50-х роках масово засіювались борщівником пасовища в Польщі та Прибалтиці. Наміри щодо вирощування борщівника Сосновського продовжив М. Хрущов, висловивши вдячність щодо дослідження нових перспективних силосних культур к.б.н. К. О. Моїсеєву, яким були пізніше вирощені та інтродуковані декілька силосних сортів борщівника Сосновського, які М. Хрущов пропонував вирощувати в колгоспних господарствах, в тому числі в північних широтах.

## Токсична дія
Незважаючи на те, що не всі борщівники містять фотосенсибілізуючі речовини, склад та дія їх може різнитись, борщівник Сосновського має токсичну дію на шкіру та часто його складно відрізнити від схожих представників суміжних видів.
Прозорий водянистий сік рослини багатий на фотоактивні сполуки (фурокумарини), при контакті зі шкірою викликає малопомітне подразнення, як від кропиви, але під дією ультрафіолетового (зокрема сонячного) випромінювання, в сокові активуються токсичні властивості, підвищуючи чутливість шкіри до ультрафіолету в сотні разів. Навіть одноразове торкання до борщівника призводить до опіків 1—3 ступенів. Опіки, особливо у перші кілька діб, схожі на термічні. Для них характерна гіперемія (почервоніння), водянисті пухирі. Опіки з'являються на вражених ділянках тіла не одразу після контакту, що б могло попередити подальший контакт з рослиною, а через 1—2 дні, розвиваючись поступово під впливом сонячного ультрафіолету. Місця уражень важко гояться, загострюються прояви інших шкірних захворювань.

## Мутагенна дія
Методом Allium test виявлено, що водний екстракт соку борщівника Сосновського (при відсутності фотоактивації) може проявляти генотоксичну активність для еукаріотів (по Allium test) — як для рослин, так і для людини. Рівень мутагенного ефекту класифікується як сильний, ступінь мутагенного еффекту прямо пропорційний його дозі.

## Заходи безпеки
При роботі з рослиною потрібно дотримуватись ряду настанов:
- Попередження контакту шкіри з будь-якою частиною рослини, особливо тими частинами, що пустили на зламі сік. Він спричиняє опіки навіть на тильній поверхні долонь, де шкіра порівняно товста.
- Робота з рослиною (особливо при викошуванні) передбачає використання щільного водовідштовхуючого одягу, окулярів та щільних гумових рукавиць.
- Попередження дітей про небезпечність рослини. Велике листя та трубчасті стебла цікаві дітям для зламування.
- Попередження використовування листя борщівника як серветок, для витирання рук чи ніг.
- Розміщення інформаційних бюлетенів у школах, базах відпочинку та в місцях значної вегетації борщівника.

## Заходи боротьби
Станом на 2011 р. універсальних методів боротьби не розроблено.
В Україні боротьба із борщівником ведеться на державному рівні. Згідно із статтею 33 Закону України «Про місцеве самоврядування в Україні» та Земельного Кодексу України знищення борщівника Сосновського є компетенцією міських, селищних, сільських голів. Вони повинні домогтися від власників земельних ділянок, на яких розповсюджується шкідлива рослина, її знищення. Землевласники і землекористувачі, які не вживають заходів боротьби з бур'янами, у тому числі з борщівником, несуть адміністративну відповідальність за статтею 52 Кодексу України про адміністративні правопорушення.

### Карантинні методи
Ставлення до борщівника Сосновського має бути як до карантинної рослини. Карантинні заходи, спрямовані на зменшення популяції рослини подекуди почали носити як регіональний так і міжнародний масштаб. Велика увага приділяється попередженню проникнення борщівника Сосновського до природоохоронних зон — викошування борщівника уздовж берегів річок та на узбіччях доріг на відстані трьох-п'яти кілометрів від природних заповідників. Серед локальних — розробка цільових фінансованих програм із систематичного викошування, викорчовування борщівника до визрівання насіння.

### Механічні методи
Разове викошування чи зрізання є малоефективним заходом, оскільки рослина відростає заново та починає квітнути, — в прилистових ямках на вцілілих частинах стовбура відростають нові зонтики, навіть після декількох скошувань чи зрубувань. Як результат, суцвіть з насіннями може стати ще більше, за 1—2 тижні починають рости нові пагони-лідери з прикореневих розеток і через 3 тижні ефект від разового викошування зникає. Систематичне скошування для плантацій або перерізання рослини нижче прикореневої розетки забезпечує знищення рослини. Випас худоби (молоде листя поїдають вівці та корови) приносить більший ефект, ніж скошування. Викопування або підкопування поодиноких рослин слід проводити із середини квітня до початку травня, допоки земля м'яка, висота рослин незначна, зарості не високі і не роблять контакту з одягом та шкірою та відсутні зонтики. У разі наявних зонтиків — слід передбачити додатковий захід по їх знищенню, адже насіння здатне визрівати навіть на зрізаних відцвівших зонтиках.

### Біологічні методи
Використання місць зростання борщівника під пасовище. Борщівник можливо використовувати як пасовищну рослину. Вівці, після деякого періоду звикання, охоче споживають його в їжу. Вони віддають перевагу молодим свіжим рослинам і швидко їх знищують. Для цих цілей найкраще застосовувати чорних овець, оскільки у тварин з пігментованою шкірою ризик фотохімічних опіків мінімальний. Борщівник починає вегетацію досить рано, навесні рекомендується 20—30 овець на гектар, а влітку чисельність можна скоротити до 5—10 овець/га.

### Хімічні методи
Хімічні методи боротьби включають використання гербіцидів. Для боротьби з борщівником рекомендується використовувати гліфосат. Достатня концентрація — 5л/100м2 стандартного розчину раундапу, тобто 360 г/л гліфосату. Необхідно обробити 70-80 % листкової поверхні рослин борщівника. Першу обробку слід проводити навесні, коли висота рослин не перевищує 50 см, що дозволяє безпечно проникнути в центр його заростей, з повторною обробкою після відростання рослин. Односезонна обробка не приносить результату, на наступний рік виникають масові сходи із обсипаного насіння, яке тривалі роки зберігає здатність проростати, а ще через 2 роки результати роботи нівелюються. Ерозія ґрунту є побічним ефектом від використання, ґрунт потребує повторного заселення, найкращим варіантом якого є глибоке зорювання ґрунту та взяття очищених земель під сільськогосподарські угіддя.

## Галерея

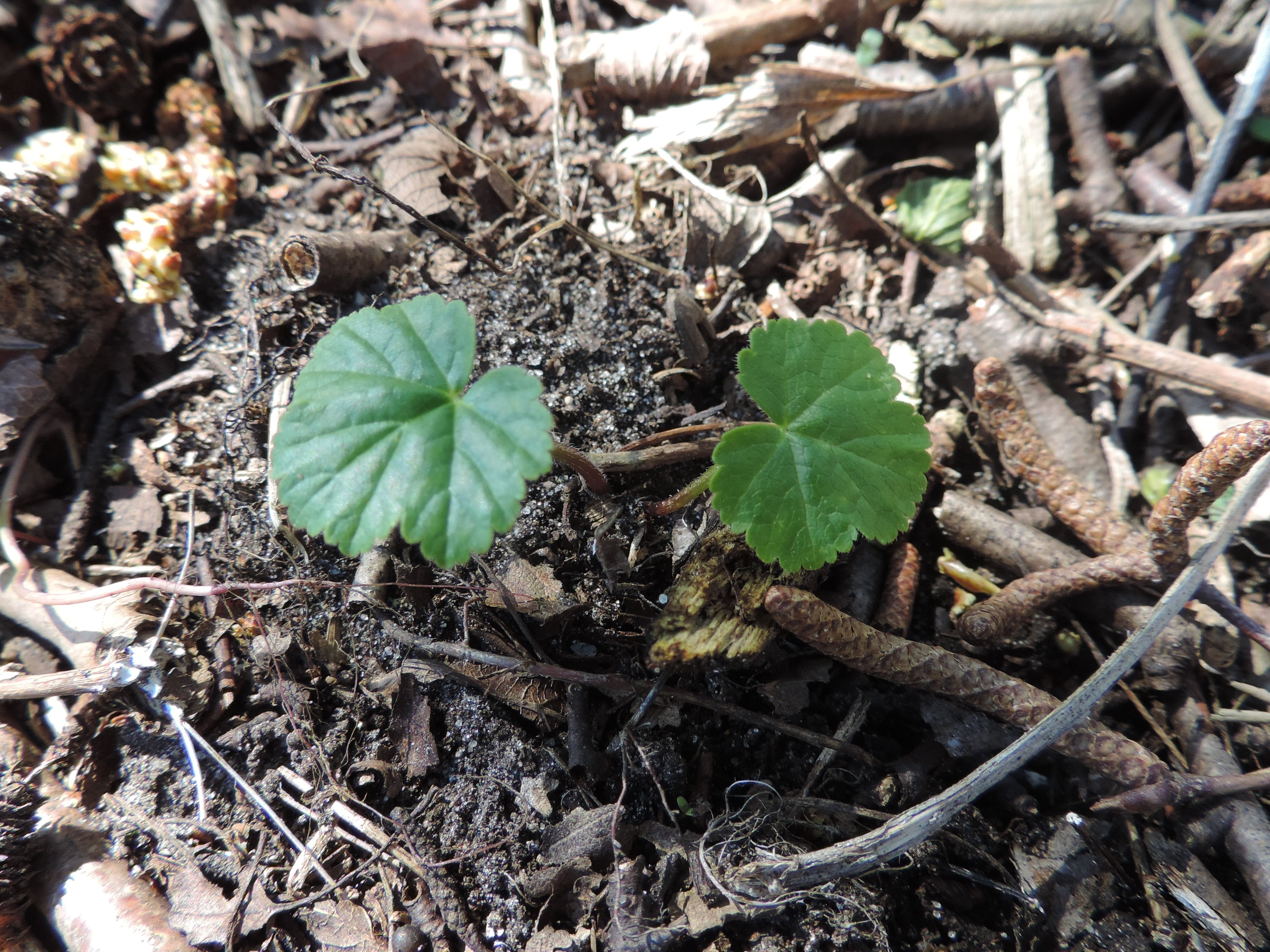
Ранні паростки у квітні-травні із насіння
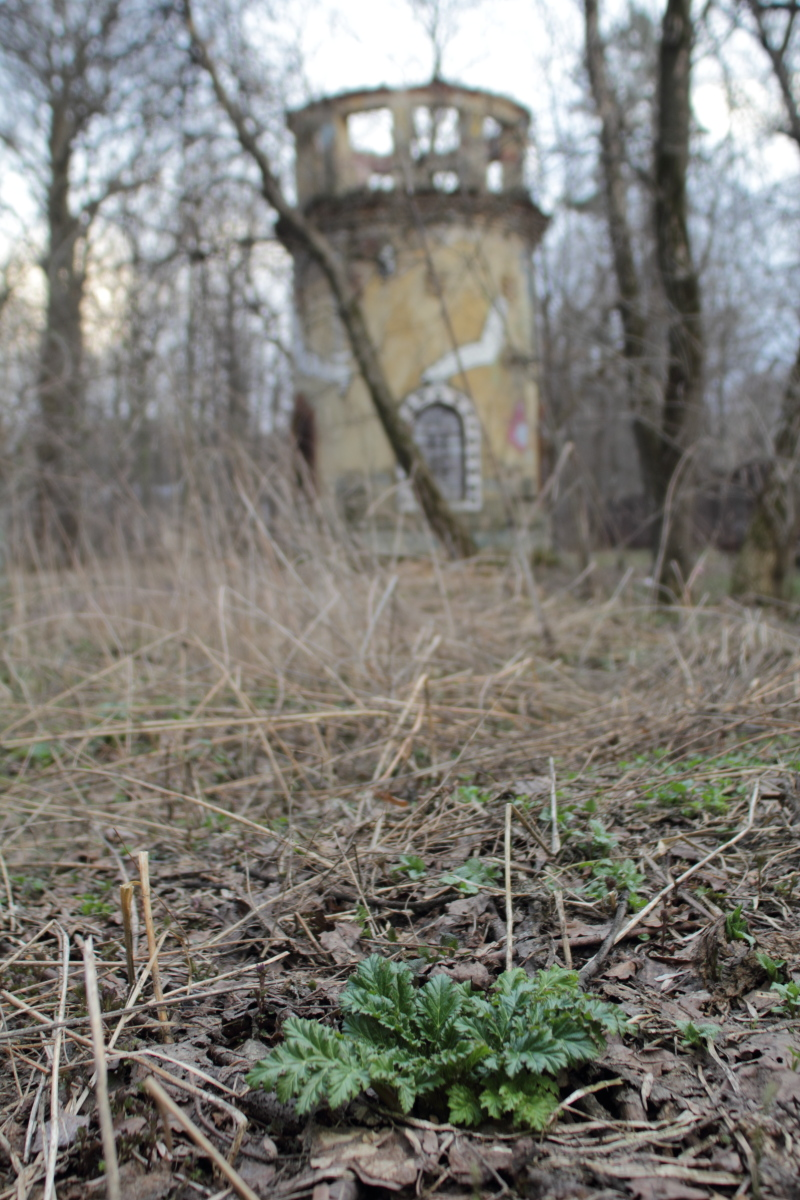
Проростання минулорічних рослин
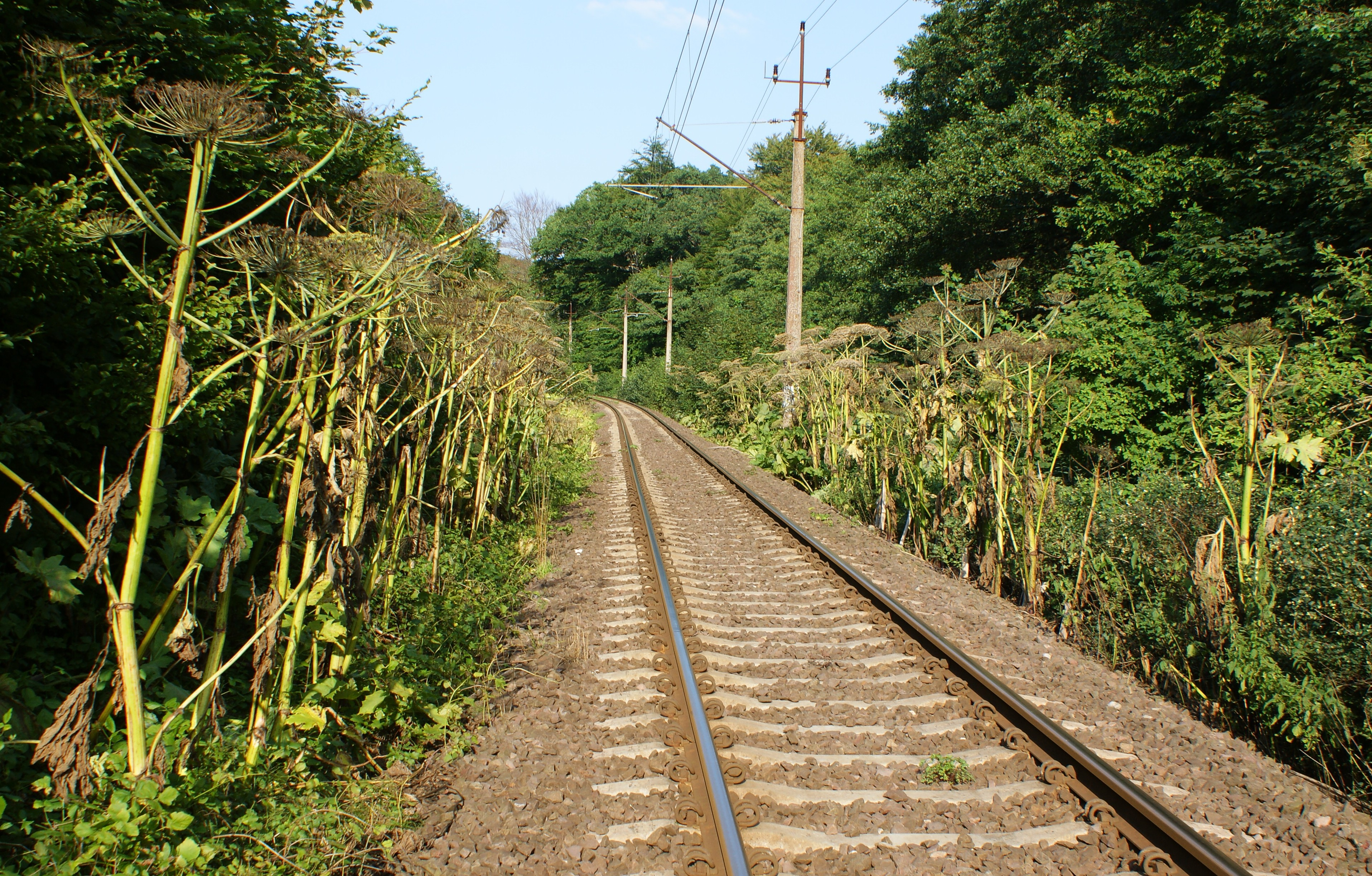
Борщівник Сосновського на узбіччі залізниці
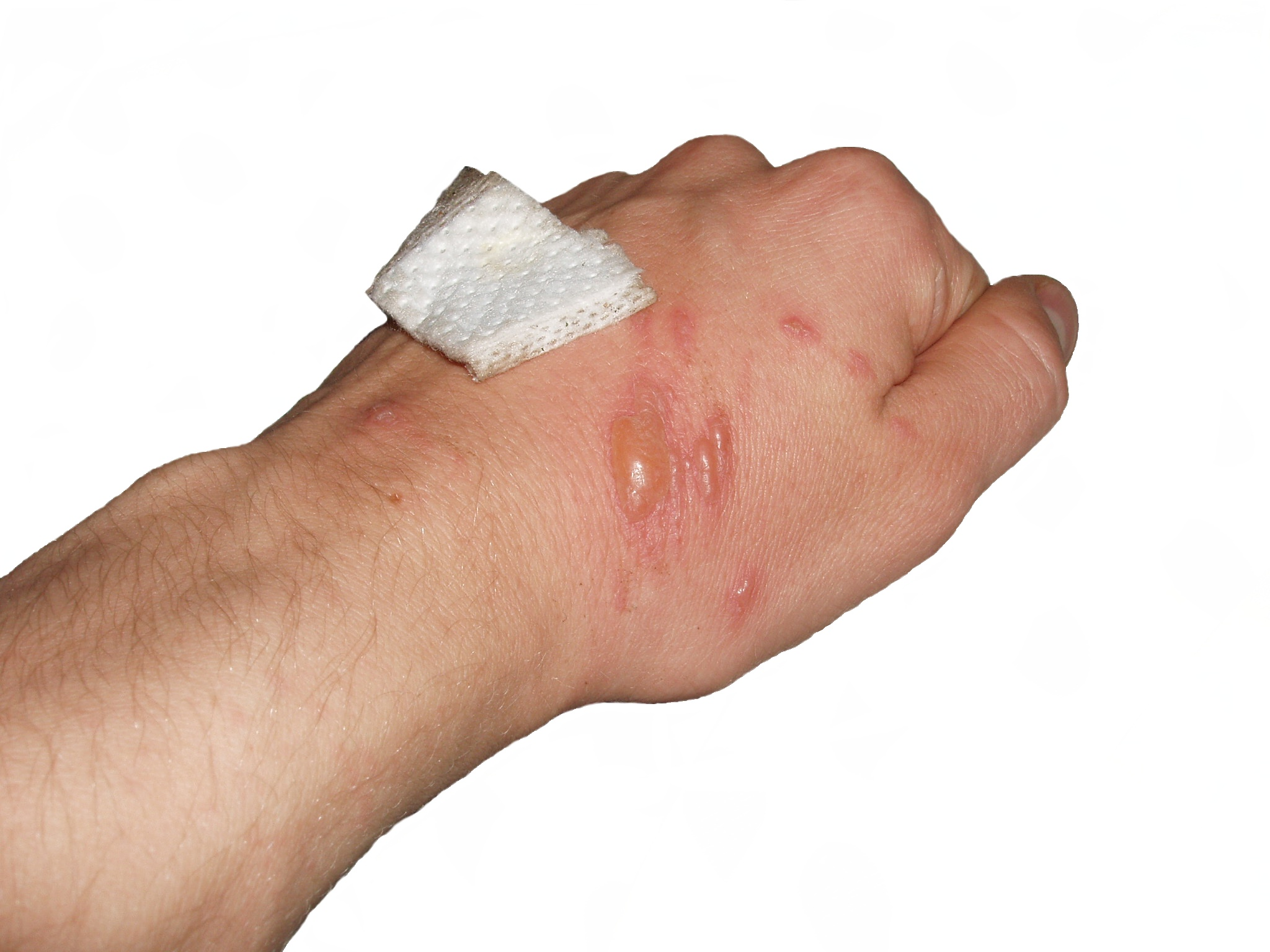
Опіки від борщівника Сосновського
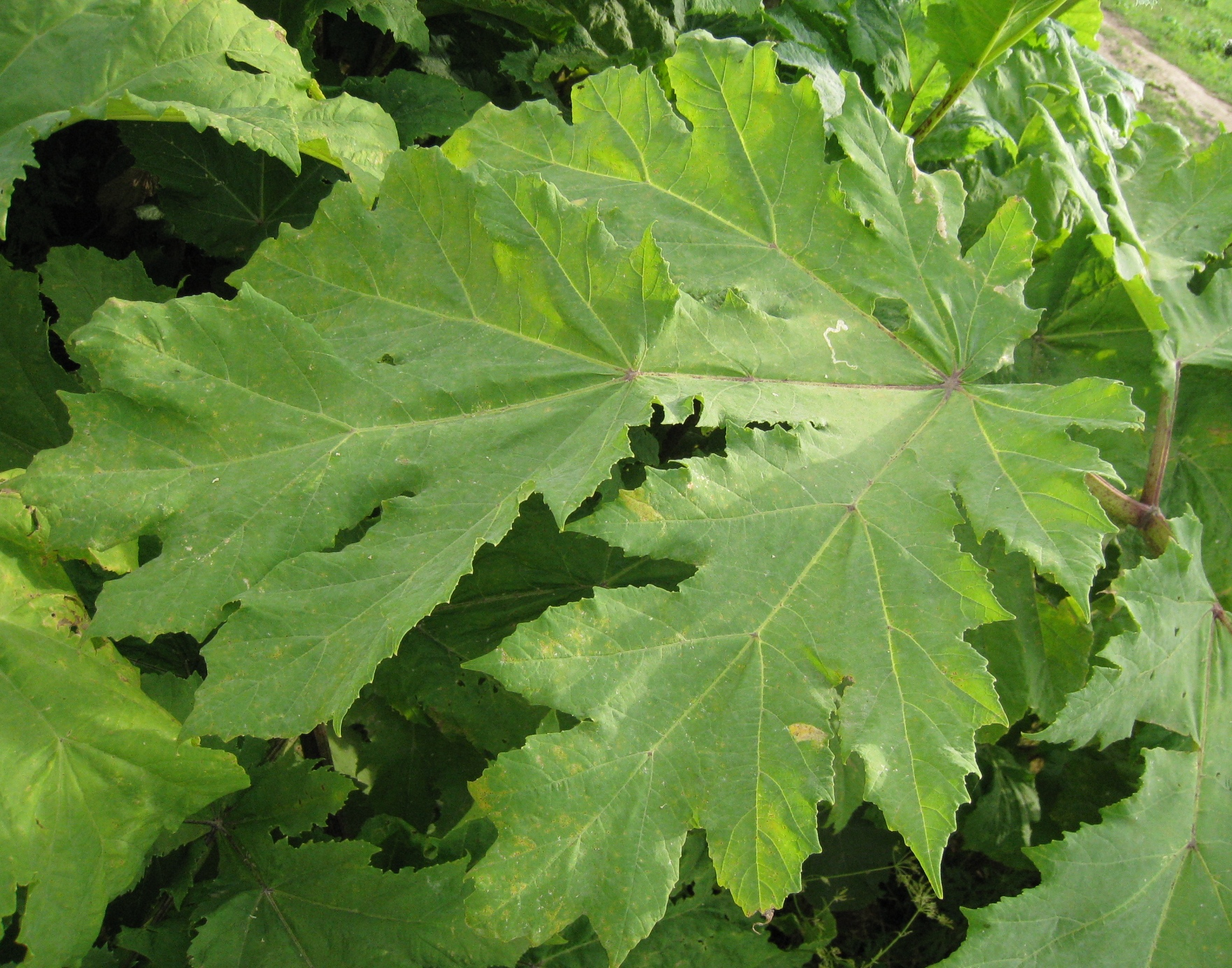
Листок борщівника Сосновського
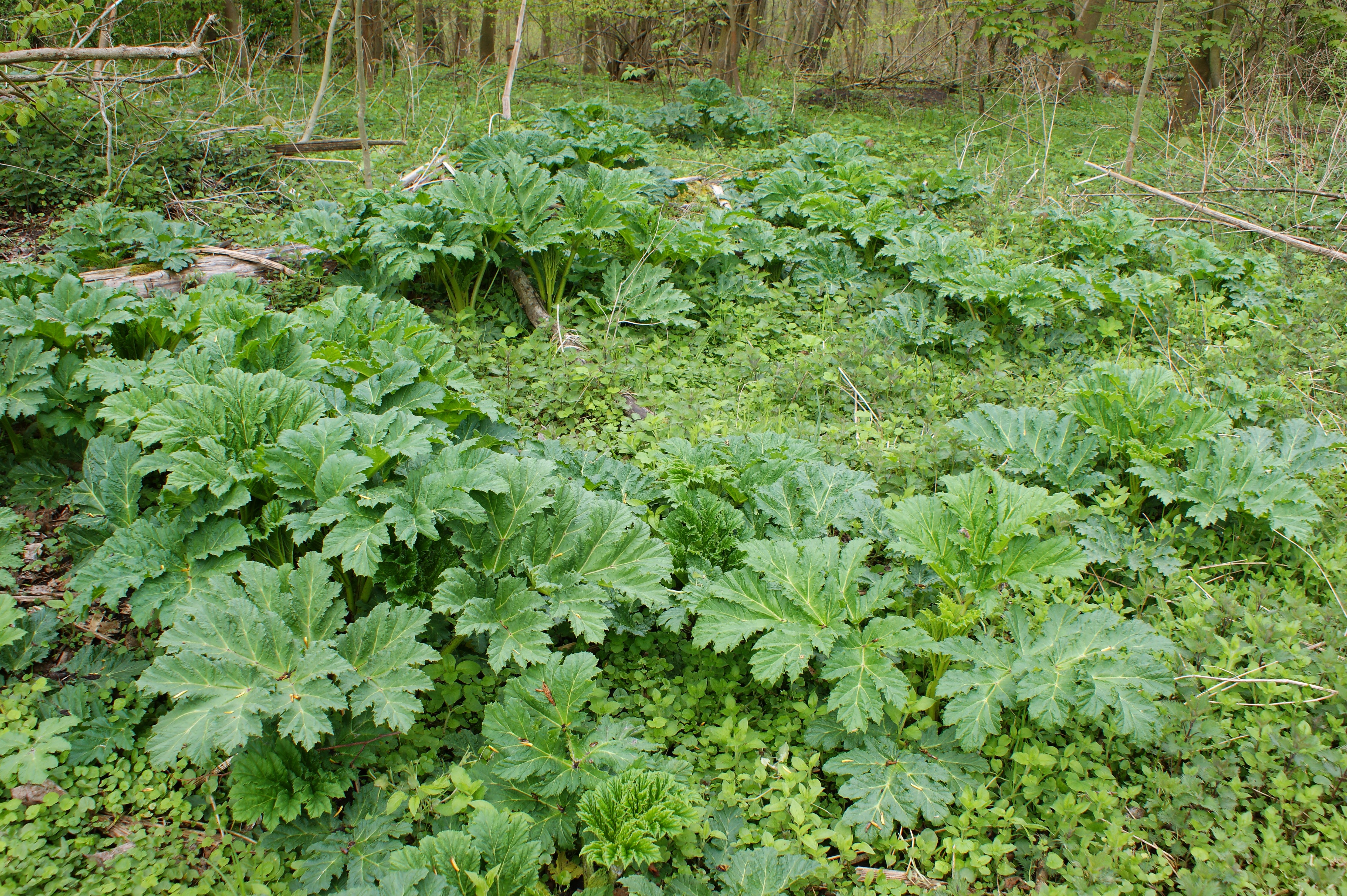
Швидка вегетація листя в середині квітня
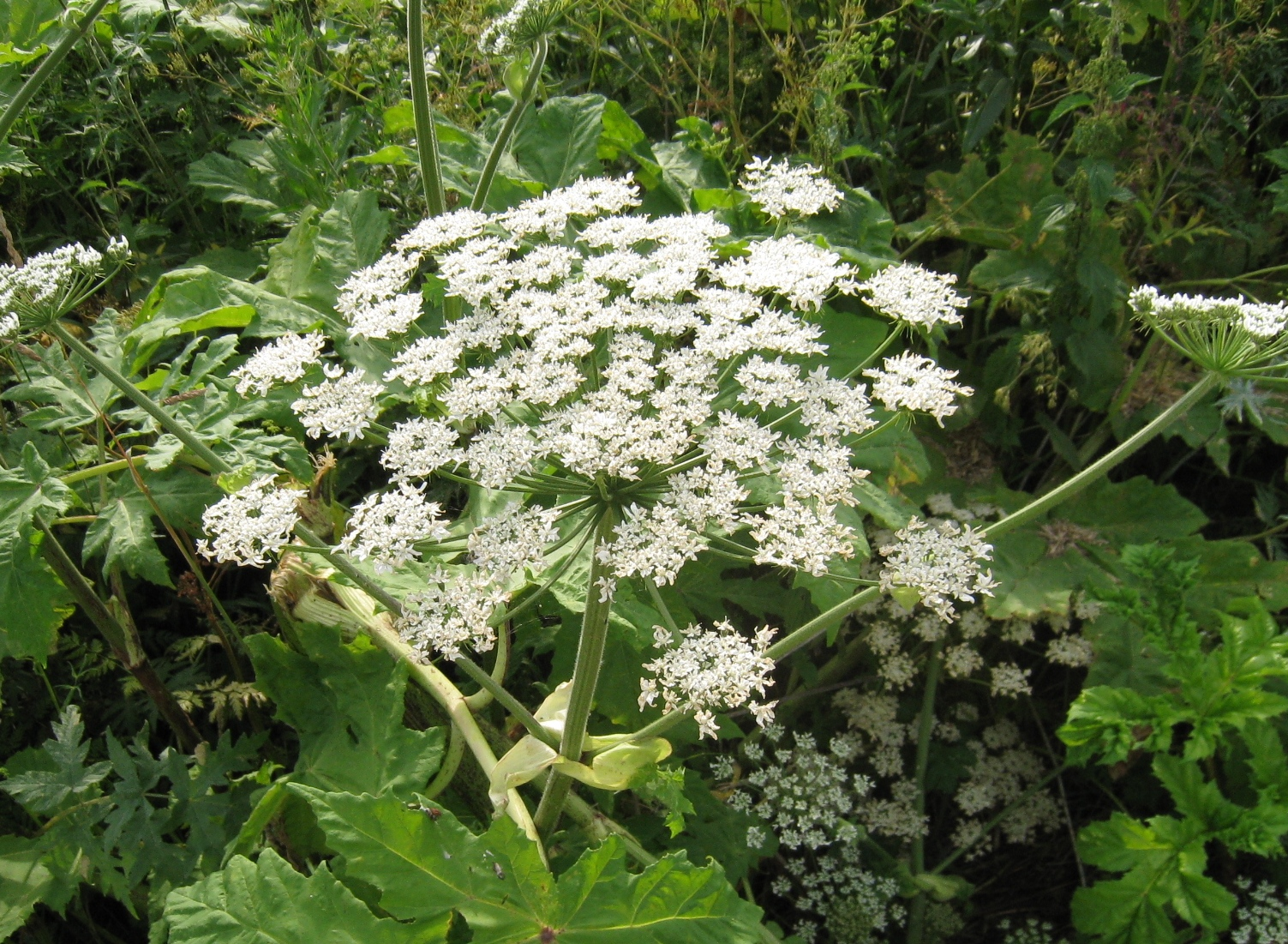
Квіти рослини